# Electrocerámica
El rendimiento de los materiales y dispositivos electrocerámicos depende de la compleja interacción entre el procesamiento, la química, la estructura en muchos niveles y la física del dispositivo, por lo que requiere un esfuerzo interdisciplinario por parte de personas de muchos campos. Las áreas temáticas cubren un amplio espectro con áreas activas recientes que incluyen sensores y actuadores, empaquetado electrónico, fotónica, iónica de estado sólido, ingeniería de límites de defectos y granos, grabación magnética, memorias ferroeléctricas no volátiles, semiconductores con banda ancha, superconductores de alta Tc, dieléctricos integrados y nanotecnología. Los avances recientes en estas áreas se describen en el Journal of Electroceramics.
Los materiales electrocerámicos que tienen constantes dieléctricas bajas, es decir una baja resistencia eléctrica son usados como sustrato para circuitos integrados. Aquellos que tienen altas constantes dieléctricas son usados en capacitores. Otros materiales electrocerámicos son piezoeléctricos y son empleados en transductores para micrófonos y otros productos aunque algunos tienen buenas propiedades magnéticas, lo cual los hace aptos para transformadores de núcleo de hierro o imanes permanentes. Algunas otras electrocerámicas tienen luminiscencia por lo cual son usadas en luces fluorescentes o emisión láser.